# Up and at 'Em
Pour plus de détails, voir Fiche technique et Distribution.
Up and at' Em est un film américain réalisé par William A. Seiter, sorti en 1922.

## Synopsis
Souhaitant conduire la voiture de son père, Barbara Jackson revêt l'uniforme du chauffeur et s'éclipse en douce, prenant au passage un parfait inconnu. Il s'avère alors que le passager fait partie d'une équipe d'escrocs qui projettent de voler de précieuses œuvres d'art de Bob Everett, un rival du père de Barbara. Croyant à tort qu'elle est un détective en civil, le bandit la force à participer au vol puis l'abandonne pour être ensuite rattrapée par Everett. Après avoir convaincu ce dernier qu'elle était une complice forcée et non la véritable voleuse, ils se dépêchent de retrouver le père de Barbara. Il venait d'acheter l'un des tableaux à un marchand d'art, qui est parti quelques instants avant l'arrivée de Barbara et Everett. Alors qu'on lui explique la supercherie, William informe qu'il a eu des soupçons en reconnaissant le tableau comme appartenant à Everett et qu'il a fait retenir le marchand à la porte d'entrée. La police arrive et arrête les escrocs.

## Fiche technique
- Titre : Up and at' Em
- Réalisation : William A. Seiter
- Scénario : Lewis Milestone et William A. Seiter
- Photographie : Joseph A. Du Bray
- Pays de production : États-Unis
- Format : Noir et blanc - 1,33:1 - Film muet
- Genre : comédie dramatique
- Date de sortie : 1922

## Distribution
- Doris May : Barbara Jackson
- Hallam Cooley : Bob Everett
- J. Herbert Frank : Carlos Casinelli
- Otis Harlan : William Jackson
- Clarissa Selwynne : Jane Jackson
- Harry Carter : Crook